# Solokonsult
Solokonsult är en person som är egen företagare utan anställda, vars företags främsta inkomstkälla är konsulttjänster. I olika sammanhang kan dessa personer även kallas ensamkonsulter eller enmanskonsulter.
Företagsformen för en solokonsult är normalt sett aktiebolag eller enskild firma eftersom dessa är de enda svenska bolagsformer som tillåter en enda person att ta ansvar för verksamheten (aktiebolag kräver dock en suppleant).
Konsulttjänsterna kan tillhöra vilket område som helst, men återfinns ofta inom bygg, IT, ekonomi och management. Solokonsulten har mycket gemensamt med sinnebilden av egenföretagaren: ekonomiska risktaganden och en värld av administration. En fördel som solokonsulter har gentemot andra egenföretagare är att verksamheten för det mesta kräver en mycket liten kapitalinsats. Ibland använder sig solokonsulter av konsultmäklare eller konsultförmedlare för att skaffa konsultuppdrag speciellt om uppdragen är lite längre, andra sköter själva sin beläggning. Vissa storföretag som tar in många konsulter kräver att solokonsulter går via ett konsultbolag (konsultförmedlare), bland annat för att hålla nere sin administration avseende antal leverantörer.